# Eudipleurina
Eudipleurina is een geslacht van vlinders van de familie grasmotten (Crambidae), uit de onderfamilie Scopariinae.

## Soorten
- E. ambrensis Leraut, 1989
- E. ankaratrella (Marion, 1956)
- E. bueaensis Maes, 1996
- E. viettei Leraut, 1989